# Negovski Vrh
Negovski Vrh – miejscowość w Słowenii w gminie Benedikt.